# Artjom Koeznetsov
Artjom Koeznetsov (Russisch: Артём Кузнецов) (Jartsevo, 14 november 1987) is een voormalig Russisch schaatser. Op 30 november 2013 heeft hij zijn eerste overwinning in een wereldbekerwedstrijd behaald op de 500 meter in Astana. Koeznetsov baarde in zijn laatste seizoenen opzien door regelmatig met ingang van de eerste bocht de rest van de 500m met twee armen op de rug te schaatsen.

## Persoonlijke records
| Afstand    | Tijd    | Datum            | Baan            |
| ---------- | ------- | ---------------- | --------------- |
| 500 meter  | 34,35   | 3 december 2017  | Calgary         |
| 1000 meter | 1.08,77 | 29 januari 2012  | Calgary         |
| 1500 meter | 1.51,85 | 20 november 2010 | Kolomna         |
| 3000 meter | 4.19,71 | 8 november 2006  | Kolomna         |
| 5000 meter | 8.26,46 | 25 februari 2005 | Jekaterinenburg |

## Resultaten
| Jaar | EK Sprint | WK Sprint | WK Afstanden | Olympische Spelen | Wereldbeker        |
| ---- | --------- | --------- | ------------ | ----------------- | ------------------ |
| 2012 |           | 12e       | 16e 500m     |                   | 34e 500m           |
| 2013 |           |           |              |                   | 35e 500m 39e 1000m |
| 2014 |           |           |              | 19e 500m          | 5e 500m 0p 1000m   |
| 2015 |           |           |              |                   | 22e 500m           |
| 2016 |           |           |              |                   | 19e 500m           |
| 2017 |           |           | 17e 500m     |                   | 23e 500m           |
| 2018 |           |           |              |                   | 13e 500m           |
| 2019 | 4e        |           |              |                   | 35e 500m           |

## Palmares
- Winst 500 meter bij de wereldbeker schaatsen 2013/2014 - Wereldbeker 3 in het Sportpaleis Alau in Astana.